# Refuge de Chabournéou
Das Refuge de Chabournéou ist eine Schutzhütte der Sektion Gap des Club Alpin Français und liegt in Frankreich im Valgaudemar, auf einem Felsvorsprung am Fuße des Le Sirac, auf 2020 m Höhe. Der Zugang erfolgt von einem Parkplatz auf 500 m Höhe vor dem Chalet Gioberney zu Fuß und dauert zwei Stunden.

## Besteigungen
- Le Sirac
- Le pic Jocelme
- La pointe de Chabournéou
- Le pic du loup
- Wandern zum Refuge de Vallonpierre